# Зажеревська дача
Зажеревська дача — ботанічний заказник місцевого значення. Об'єкт розташований на території Лугинського району Житомирської області, ДП «Лугинське ЛГ», Лугинське лісництво, кв. 96, 97.
Площа — 170 га, статус отриманий у 1979 році.